# Gortva
Gortva (in ungherese: Gortvakisfalud, in tedesco: Kleindorf an der Gortwa) è un comune della Slovacchia facente parte del distretto di Rimavská Sobota, nella regione di Banská Bystrica.
Il villaggio è citato per la prima volta nel 1326 con il nome di Gortua. All'epoca apparteneva ai conti Felediy. Nel XVI secolo fu distrutto dai turchi. Nel XVII secolo passò al castello di Hodejov. Dal 1938 al 1944 fece parte dell'Ungheria.